# The Feast (Film)
The Feast (auf Walisisch auch Gwledd, ebenfalls für das „Fest“) ist ein Horrorfilm von Lee Haven Jones, der im März 2021 beim South by Southwest Film Festival seine Premiere feierte und am 29. April 2022 in die Kinos im Vereinigten Königreich kam.

## Handlung
Eigentlich leben Glenda und ihr Ehemann Gwyn, der einer der walisischen Vertreter im Parlament ist, und die beiden Söhne Guto und Gweirydd in London. Sie sind reich und gönnen sich regelmäßig eine Auszeit in ihrem Ferienhaus in Wales, das prunkvoll eingerichtet und mit jedem erdenklichen technischen Schnickschnack ausgestattet ist und über ein großes Grundstück verfügt. Glenda findet den Ort wunderbar zum Meditieren, Gwyn kann sich bei der Jagd am besten entspannen. 
Sie haben Gäste zu einer Dinnerparty in das Ferienhaus geladen und eine junge Frau namens Cadi engagiert, die in der Kneipe des nahegelegenen Ortes arbeitet und sich um diese kümmern soll. Eigentlich haben sie hierfür immer die gleiche Aushilfe, doch die war diesmal krank. Während Cadi mit den Vorbereitungen für das Bankett beschäftigt ist, begibt sich Glenda in die hauseigene Sauna, während ihr Ehemann in den Wald geht, um einige Kaninchen für das Essen zu schießen und so auch nicht der Aushilfe bei ihrem viel zu langsamen Arbeiten zuschauen zu müssen. Guto und Gweirydd hängen unterdessen auf dem Anwesen herum und sind voller Verachtung für diese Welt, die sie umgibt. Guto war heroinabhängig und ist seit seinem Entzug hier untergebracht. Seine Rückkehr nach London machen seine Eltern von seiner vollständigen Genesung abhängig. Gweirydd unterdessen wirkt sehr gesund und trainiert täglich seinen Körper, um sich auf einen bevorstehenden Triathlon vorzubereiten.
Unter den eintrudelnden Gästen befinden sich Menschen, die mit der Leitung des Familienunternehmens betraut sind. Der eingeladene Geschäftsmann Euros hat der Familie viel Geld für die Schürfrechte auf ihrem Land gegeben.

## Produktion

### Filmstab und Einbringung der walisischen Kultur
Regie führte Lee Haven Jones. Er gab mit The Feast sein Spielfilmdebüt. Zuvor führte Jones bei Serien wie Mord auf Shetland, The Bay und Doctor Who Regie. Das Drehbuch schrieb sein langjähriger Kreativpartner Roger Williams, der nach eigenen Aussagen wie der Regisseur ein stolzer Waliser ist. Sie wollten den Film von Beginn an in walisischer Sprache drehen und gleichzeitig auch Themen ansprechen, die von persönlichem Interesse für sie waren, also den Fragen nach der Identität, der Verantwortung gegenüber dem Land und der eigenen walisischen Kultur. All dies wollten sie durch ein Horrorprisma betrachten.

### Besetzung und Dreharbeiten

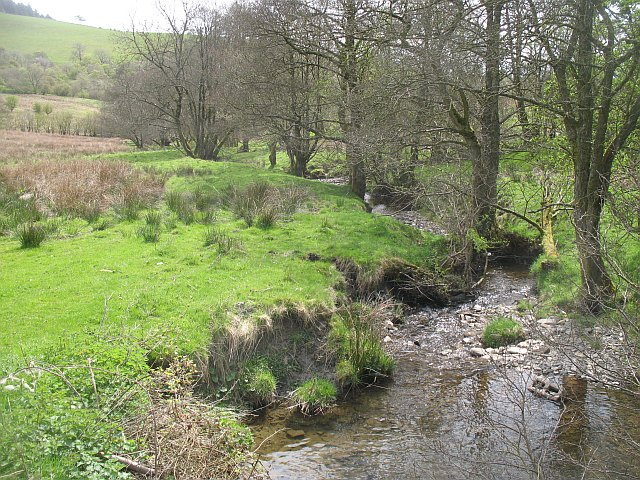
Die Dreharbeiten fanden inmitten der walisischen Natur in dem Dorf Llanbister statt

Nia Roberts und Julian Lewis Jones spielen das Ehepaar Glenda und Gwyn, Steffan Cennydd und Sion Alun Davies ihre erwachsenen Söhne Guto und Gweirydd. Cadi, die junge Frau aus der Stadt, die ihnen bei der Dinnerparty helfen soll, wird von Annes Elwy gespielt. Rhodri Meilir spielt den hierzu eingeladenen Geschäftsmann namens Euros.
Die Dreharbeiten fanden über vier Wochen in Llanbister statt, einem kleinen Dorf in Powys in Mid-Wales. Alle Aufnahmen entstanden an diesem Ort, bemerkte Williams, die Innenaufnahmen, die Außenaufnahmen und auch die Aufnahmen der Forstwirtschaft seien nur einen Steinwurf von dem Haus entfernt gewesen. Das Anwesen inmitten der walisischen Landschaft weist japanische und skandinavische Einflüsse in seiner Architektur auf. Als Kameramann fungierte Bjørn Ståle Bratberg. Dieser bemerkte zum Drehort, dass Anwesen hätte einen Namen gehabt, der in der englischen Übersetzung so viel wie „Life House“ bedeutet, was angesichts der Menge an Blut und Tod, die im Film zu sehen sind, fast ironisch wirke.

### Veröffentlichung
Die Weltpremiere erfolgte am 17. März 2021 beim South by Southwest Film Festival. Ab Anfang Juli 2021 wurde der Film beim Neuchâtel International Fantastic Film Festival gezeigt. Im August 2021 wurde der Film beim Fantasia International Film Festival vorgestellt. Im Oktober und November 2021 wurde er beim Fantasy Filmfest gezeigt. Am 19. November 2021 kam der Film in ausgewählte US-Kinos. Im März 2022 wurde The Feast beim Manchester Film Festival gezeigt. Der Kinostart im Vereinigten Königreich erfolgte am 29. April 2022.

## Rezeption

### Kritiken
Der Film wurde von 80 Prozent aller bei Rotten Tomatoes erfassten Kritiker positiv bewertet mit durchschnittlich 6,7 von 10 möglichen Punkten.
Muriel Del Don vom Online-Filmmagazin Cineuropa beschreibt den Film als eine effektive und köstlich destabilisierende Synthese von Grausamkeit und Schönheit sowie von Realität und Übernatürlichem. Der Film scheine uns daran erinnern zu wollen, dass nichts wirklich so ist, wie es scheint. Lee Haven Jones enthülle dabei die Widersprüche unserer Gesellschaft, die auf Profit und der Zerstörung der uns umgebenden Natur basiert, von der wir glauben, dass sie von Rechts wegen zu uns gehört. Die zunehmend furchteinflößende Atmosphäre des Films werde durch die Klangwelt verstärkt, die Stille und traditionelle walisische Lieder kombiniert. Der Regisseur habe sich entschlossen, die Dialoge auf ein Minimum zu beschränken, um seinen Schauspielern den Raum zu geben, den sie brauchen, um ihre oft gequälten und ängstlichen Geisteszustände körperlich auszudrücken. Das megamoderne Zuhause, in dem die Familie sporadisch lebt, die Del Don als eine Art Technologiebunker beschreibt, stehe in scharfem Kontrast zu der sie umgebenden natürlichen Wildnis und werde so zu einem eigenen Charakter. Ihre kompromisslose und brutale Präsenz und das Fehlen jeglicher Interaktion mit der Landschaft, in der dieses Haus seine Fundamente hat, werde zu einer Metapher für die Ambitionen der Familie, die bereit ist, alles zu tun, um ihren Reichtum zu vergrößern und ihre konsumistische Herrschaft deutlich zu machen. Man könne sagen, dass The Feast eine perverse Form der Öko-Rache darstellt, bei der die Natur ihre glorreiche und kämpferische Seite zeigt, um die Kontrolle zurückzugewinnen.

### Auszeichnungen
British Independent Film Awards 2022
- Nominierung für den Besten Ton (Dom Corbisiero und Dai Shell)
- Nominierung für die Besten Effekte (Chris Marshall)[15]

Fantasy Filmfest 2021
- Nominierung für den Fresh Blood Award

London Film Festival 2021
- Nominierung für den Sutherland Award im First Feature Competition[16]

Neuchâtel International Fantastic Film Festival 2021
- Nominierung im Internationalen Wettbewerb
- Auszeichnung mit dem internationalen Kritikerpreis[17][18]

Sitges Film Festival 2021
- Nominierung als Bester Film im Official Fantàstic Competition
- Lobende Erwähnung[19][20][21]